# 纽约灾星
《纽约灾星》（英語：The Jinx）是一部美國纪录片，2015年在HBO播出，片中敘述紐約的地產商繼承人罗伯特·德斯特（Robert Durst）被指控謀殺罪，由安德魯·傑里克、Marc Smerling和Zachary Stuart-Pontier编剧。傑里克曾執导2010年电影《全為愛》（All Good Things），其灵感源于罗伯特·德斯特。
罗伯特·德斯特自称钦佩《所有美好的东西》并与傑里克通电话，提供记者采访（谈话记录被纳入纪录片）。在一年中，德斯特与傑里克座谈20多个小时，在此之前他从未与新闻媒体合作過。
该纪录片广泛播放后，在紀錄片结局播放的前一天，德斯特因一级谋杀罪而被捕。